# Banca Nazionale del Lavoro
La Banca Nazionale del Lavoro (BNL) es un grupo bancario italiano fundado en 1913, y que tiene su sede social en Roma. BNL, sexto actor del mercado bancario italiano con el 5% de parte del mercado, es desde 2006 una filial del banco francés BNP Paribas. El grupo posee en torno a 800 oficinas repartidas sobre todo el territorio italiano, y tres millones de clientes.

## Historia

### De los orígenes a la privatización
Fundado en 1913 bajo el nombre de Istituto Nazionale di Credito per la Cooperazione, la sociedad fue fundada con la idea de sostener el movimiento cooperativo, dando las ayudas específicas en el dominio de la agricultura, el cine o incluso la pesca, con el objetivo de ayudar a la transición de una economía italiana rural a una economía industrial.
En 1929, el gobierno fascista decide transformar la banca en un organismo de derecho público situada bajo la tutela del Tesoro; es a raíz de esta ocasión que toma el nombre de Banca Nazionale del Lavoro.
Entre los años 1940 y 1970, BNL contribuyó al boom económico italiano apoyando las empresas en su desarrollo en Italia y también internacionalmente. Sin embargo, con la crisis de los años 1970, la importancia de BNL dentro de la banca disminuye.
En los años 1980, tuvo lugar un conocido escándalo en la filial de BNL en Atlanta. Esta filial prestó a Irak más de 5.000 millones de dólares (Alice in Wonderland - The truth about 9/11 / D. Icke) sin la autorización de la sede central y violando las leyes de Estados Unidos, siendo responsable Christopher Drogoul, el director de la filial.
En 1992, Banca Nazionale del Lavoro adopta es estatuto de S.A. para finalmente ser privatizada en 1998 y entrar a cotizar en la bolsa de Milán. La banca española BBVA adquirió el 15% en esta ocasión.

### Toma de control por BNP Paribas
En 2005 la banca española BBVA lanza una OPA para tomar el control pleno de BNL. Esta OPA encuentra la oposición del gobernador del Banco de Italia, Antonio Fazio, que quiere preservar la italianidad del sistema bancario italiano. Este apoya por lo tanto la oferta de la aseguradora italiana Unipol, actuando como caballero blanco y que lanza una OPA sobre el 59% del capital, haciendo fracasar la oferta pública del BBVA.
Después de varios escándalos en torno a este hecho, el presidente de Unipol Giovanni Consorte dimite así como el gobernador Antonio Fazio, en la tormenta después de su oposición a la oferta del BBVA. A partir de entonces el Banco de Italia impone el veto sobre la oferta de Unipol.
El 3 de febrero de 2006, BNP Paribas recompra el 48% de BNL a Unipol y sus asociados y anuncia una Oferta Pública de Adquisición futura sobre todo el grupo. El BBVA anunció que aceptaría esta oferta y pondría a la venta sus acciones. A finales de julio de 2006, BNP Paribas sostenía el 100% del banco italiano.

## Patrocinio
Siguiendo la estrategia de BNP Paribas en el tenis (Roland Garros, Copa Davis), BNL es desde 2007 el espónsor titular del Masters de Roma.